# 纳茜菜科
纳茜菜科也叫金光花科或肺筋草科，包括5属几十种，分布在北温带，中国有2属十几种。
本科植物都是草本，叶基生；花小；果实为蒴果。有的品种可供药用。
大部分分类学家并不承认有本科，1981年的克朗奎斯特分类法将其列入百合科，1998年根据基因亲缘关系分类的APG分类法认为应该单独分出一个科，但没有能决定放在任何目下面，2003年经过修订的APG II分类法认为应该列在薯蓣目下面。
属
本科包括以下属：
- 粉条儿菜属 Aletris L.
- 绒金花属 Lophiola  Ker Gawl.
- 芒兰属 Metanarthecium Maxim.
- 纳茜菜属 Narthecium Huds.
- 伞金花属 Nietneria  Klotzsch ex Benth.